# Siwki wielkanocne

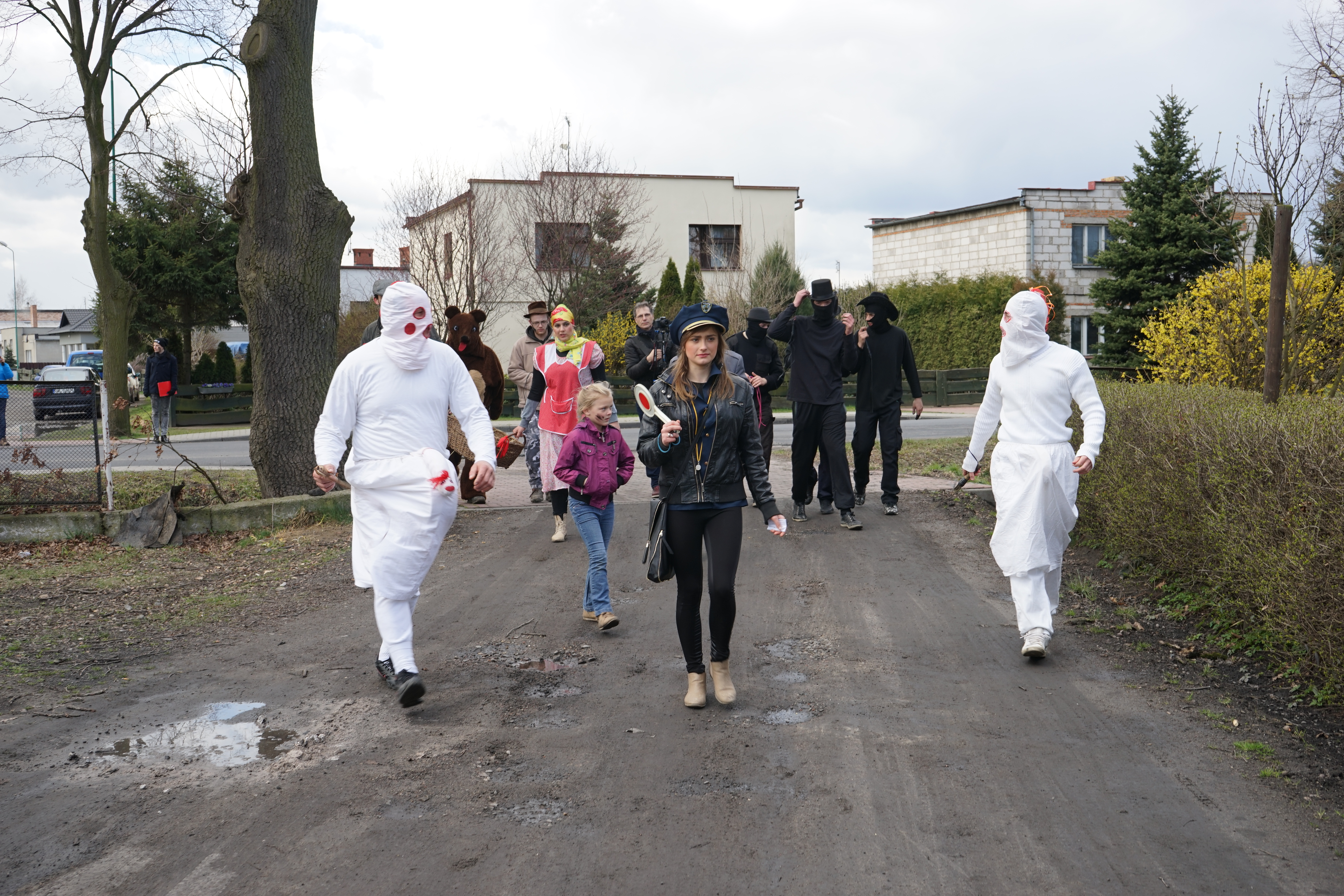
Siwki wielkanocne w Chobienicach, 2015

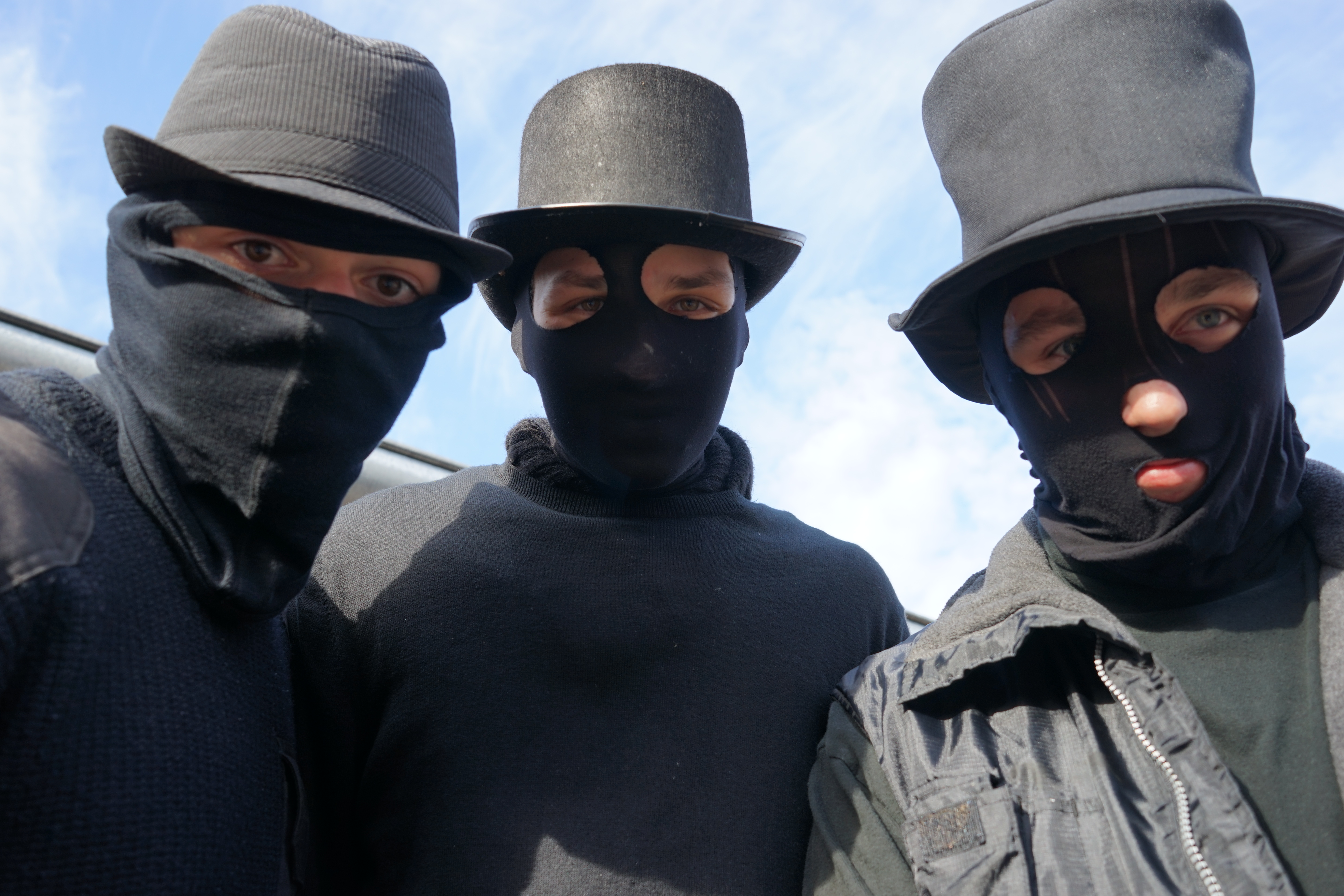
Kominiarze podczas siwków, Chobienice 2015

Siwki (siwek) – tradycyjny pochód przebierańców, który odbywa się w okolicach Świąt Wielkanocnych, najczęściej w Niedzielę Wielkanocną, ale też w  Poniedziałek Wielkanocny. Podobne do nich są pochody o nazwach Żandary i Muradyny. 
Mapa pochodów wielkanocnych sporządzona przez prof. Andrzeja Brencza pokazuje, iż pochody odbywają się w zwartym skupisku miejscowości, na terenie zachodniej Wielkopolski. Ich występowanie rozciąga się od Międzychodu na północy do Wolsztyna na południu i Poznania na wschodzie (Niepruszewo pow. Poznań). Siwki są wyrazem niematerialnego dziedzictwa kulturowego regionu.

## Geneza zjawiska i pochodzenie nazwy
Wiosenny pochód wielkanocny o charakterze ludycznym w Chobienicach, znany jest polskiej tradycji ludowej pod nazwą siwek, pochód siwków. Jego geneza jak w przypadku wielu tradycji nie jest do końca znana. Nazwa wskazuje na pochody siwych koni. Orszak wziął swoją nazwę od głównej postaci siwka. Dawniej na przedzie jechał jeździec na siwym koniu, istnieją też wzmianki, które mówią o prowadzeniu dwóch białych, siwych koni na przedzie. 
Prof. Stanisław Błaszczyk w postaci konia i niedźwiedzia dopatrywał się alegorii odchodzenia zimy. Teorię tę obalił prof. Andrzej Brencz, wiedząc, iż pochody siwków odbywają się na wiosnę jedynie w wyniku częstego w obrzędowości przesunięcia w czasie. Udokumentowano bowiem, iż dawniej zwyczaj pochodów jeźdźców (Schimmelreiter) z siwym koniem, występował na Pomorzu (zjawisko zmapowała dr Zofia Staszczak), Warmii i Mazurach, odbywał się on jednak w okresie Świąt Bożego Narodzenia, często w wigilię. 
Współcześnie w korowodzie uczestniczą postacie ubrane w białe szaty i maski zakrywające twarz z wyjątkiem oczu i ust, z symbolicznym sztucznym koniem przywiązanym do pasa. Prof. Andrzej Brencz odnajduje w nich nawiązanie do dawnych zachodniosłowiańskich obrzędów, związanych z kultem konia, mających na celu sprowadzenie urodzaju i zapewnienie dostatku.

## Historia chobienickich siwków
O siwkach w Chobienicach pamiętają nawet najstarsi mieszkańcy wsi: tradycję tę znają z przekazów przedwojennych, przez co można twierdzić, iż jest ona wielopokoleniowa. Pochód zarejestrowały pierwsze w regionie czarno białe aparaty fotograficzne. Pomimo iż, jak mówi prof. Andrzej Brencz, jest to zwyczaj o rodowodzie odmiennym od pozostałych zwyczajów znanych w Wielkopolsce zachodniej i środkowej, gdzie postacią główną jest niedźwiedź, łatwo dostrzec można szereg podobieństw w składzie grupy czy funkcjach, jakie pełnią poszczególne postacie.
Współcześnie tradycyjny pochód przyciąga rzeszę uczestników, gapiów, mieszkańców i ich rodzin. Wydarzenie jest źródłem zainteresowania mediów. Tak jak i dawniej grupa gromadziła się wokół nieformalnego lidera, tak potrzebuje go i dzisiaj. W Chobienicach organizatorami są mieszkanki: nauczycielka nauczania zintegrowanego oraz pani sołtys. W innych miejscowościach są to często również inni liderzy wiejskiej społeczności, którzy widzą celowość takiego wydarzenia np. rada sołecka, ośrodek kultury, Ochotnicza Straż Pożarna czy Koło Gospodyń Wiejskich.
Wizytę w domu gospodarza 5 kwietnia 2015 roku tak opisywał etnograf: "Kiedy kolorowy pochód napotka na swojej trasie twój dom, a ty z dziećmi nie czekasz już na niego przed wejściem, do twoich drzwi zapuka policjant. Przywita cię świątecznym mandatem, który będziesz starał się zapłacić, a z braku gotówki w portfelu, włożysz do koszyka czekoladę. W twoim ogrodzie gra akordeon i saksofon, a kominiarze murzą ciebie po twarzy, oraz smagają i brudzą dziewczyny, by te szybko znalazły sobie męża. W dobrym tonie jest poczęstowanie przybyłych gości wódką i czymś do zagryzienia, więc pozbywasz się części świątecznych wypieków i butelki z alkoholem. W zamian za pobrudzenie, możesz zrobić sobie kilka zdjęć z przebierańcami i złożyć życzenia świąteczne czekającym już na zewnątrz sąsiadom.".

## Postacie pochodu

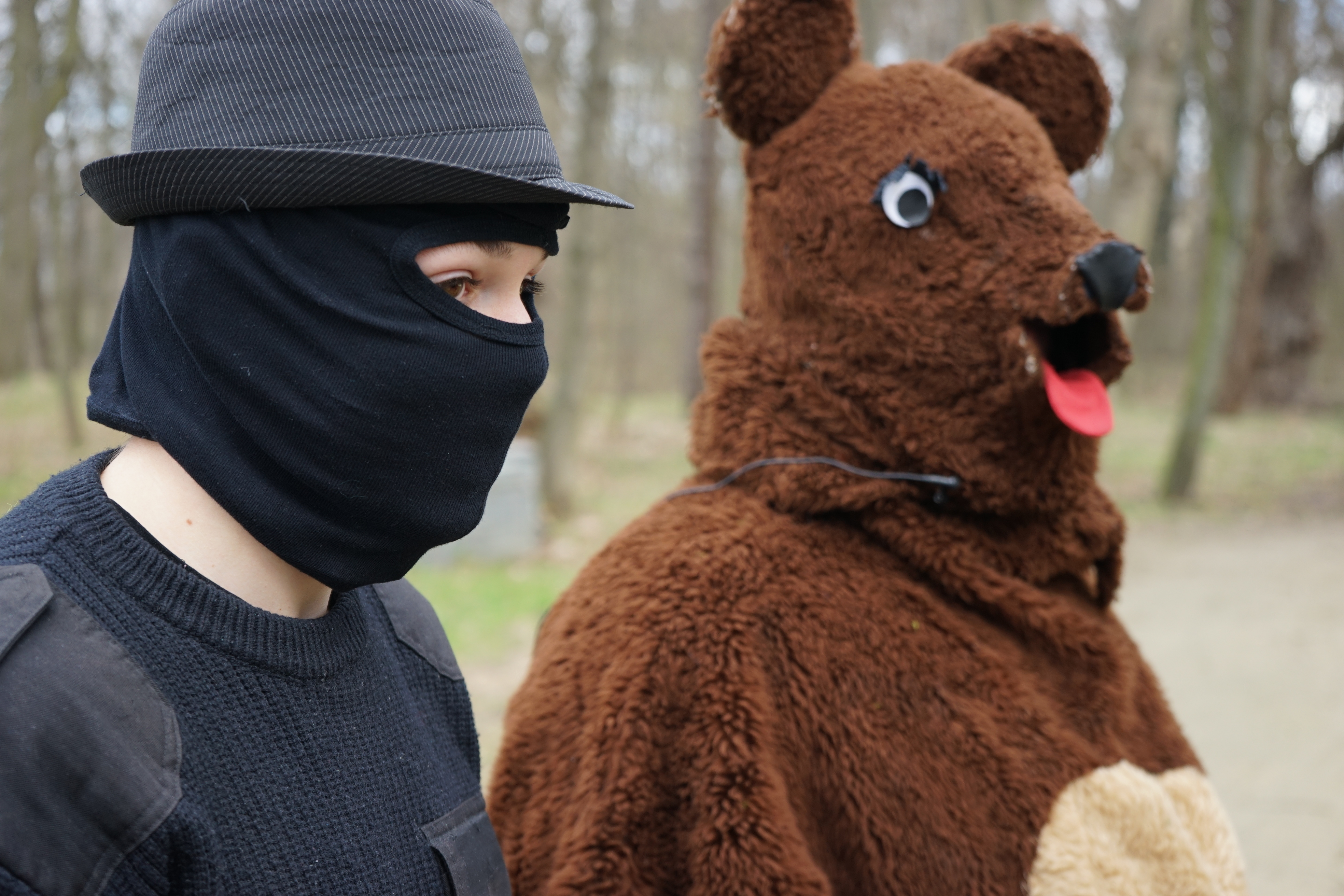
Miś w Chobienicach

Pomimo że skład grupy nie jest stały, pewne postaci są kluczowe dla pochodu i nie może ich zabraknąć każdej wiosny. Co roku jest to grupa siwków – zazwyczaj jest ich kilku; grupa kominiarzy, chłop z babą, niedźwiedź, policjanci oraz grajkowie.

### Miś
Kolorowy korowód czerpie motywy z podobnych pochodów zapustnych. Spotkamy tutaj niedźwiedzia – niegdyś obwiązywanego powrozem skręconym ze słomy, typowego dla berów – tradycji wielkopolskich pochodów podkoziołkowych. Współcześnie jego wygląd charakteryzuje brązowy puchaty strój oraz maska całkowicie zakrywająca głowę. W pasie przewiązany jest on łańcuchem, który brzdękiem charakteryzuje jego nadejście.

### Policjant

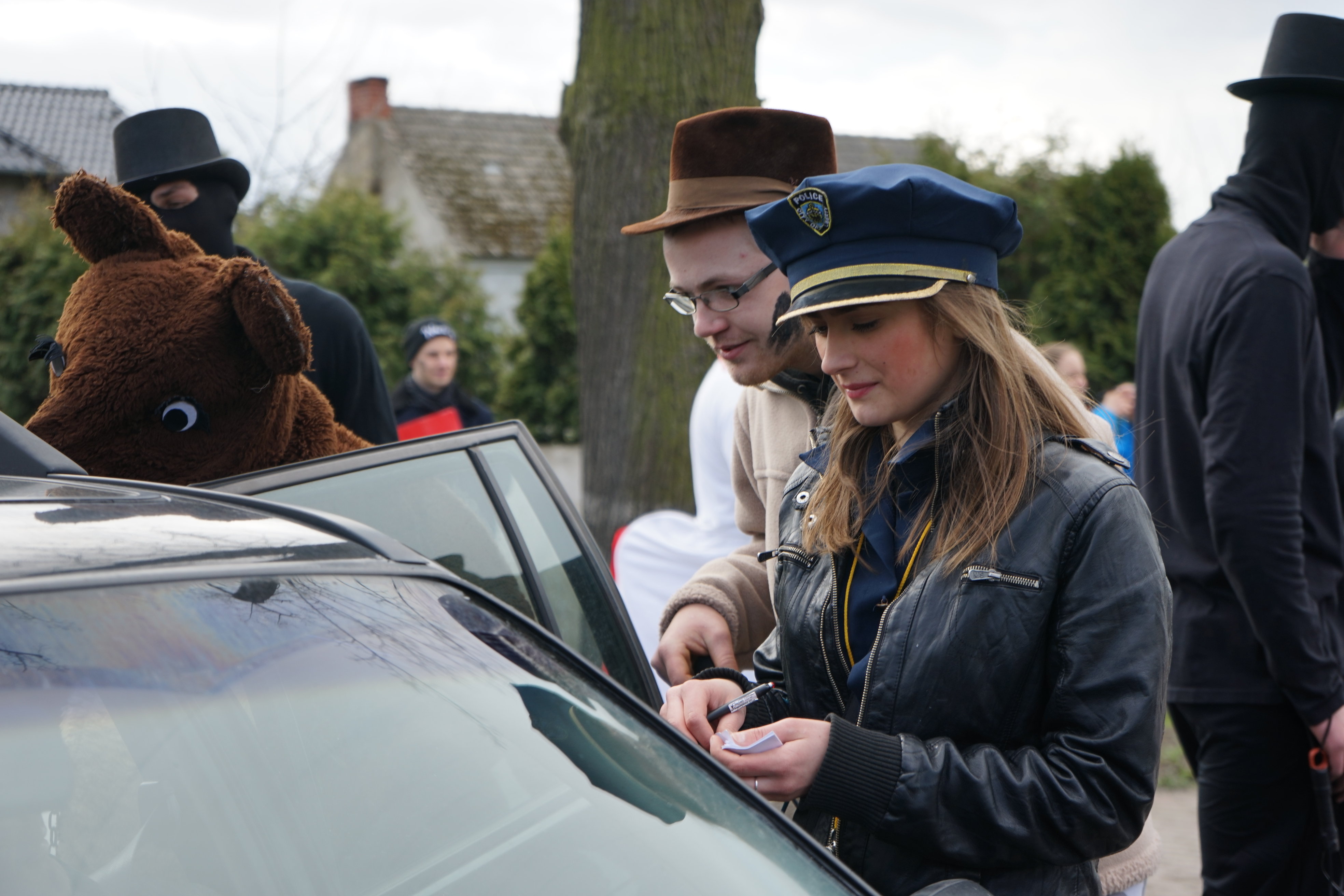
Uczestniczka siwków w przebraniu policjanta, Chobienice 2015

Na synkretyczny sposób doboru uczestników pochodu, wskazuje również postać policjanta, którego wygląd przywodzi na myśl prowodyra poznańskich pochodów żandarów. Jest on niejako przywódcą grupy, posiada bowiem najwięcej funkcji w całym korowodzie. Jako osoba idąca na przedzie, z wyjątkiem uczestników biegających za dziećmi, wskazuje on trasę przejścia pochodu. Jego zadaniem jest zatrzymywać przejeżdżające samochody, wręczać kierowcom „mandaty świąteczne”, ale również pukać do wszystkich mijanych drzwi, w celu przyjęcia i ugoszczenia uczestników grupy. Poza tym to on gromadzi datki przekazywane na rzecz pochodu, które wręczają mu odwiedzani przechodnie, kierowcy i domownicy. Policjantem jest osoba przebojową, otwarta i gadatliwa, która potrafi zarówno zintegrować grupę, jak i rozweselić gospodarzy.

### Kominiarz

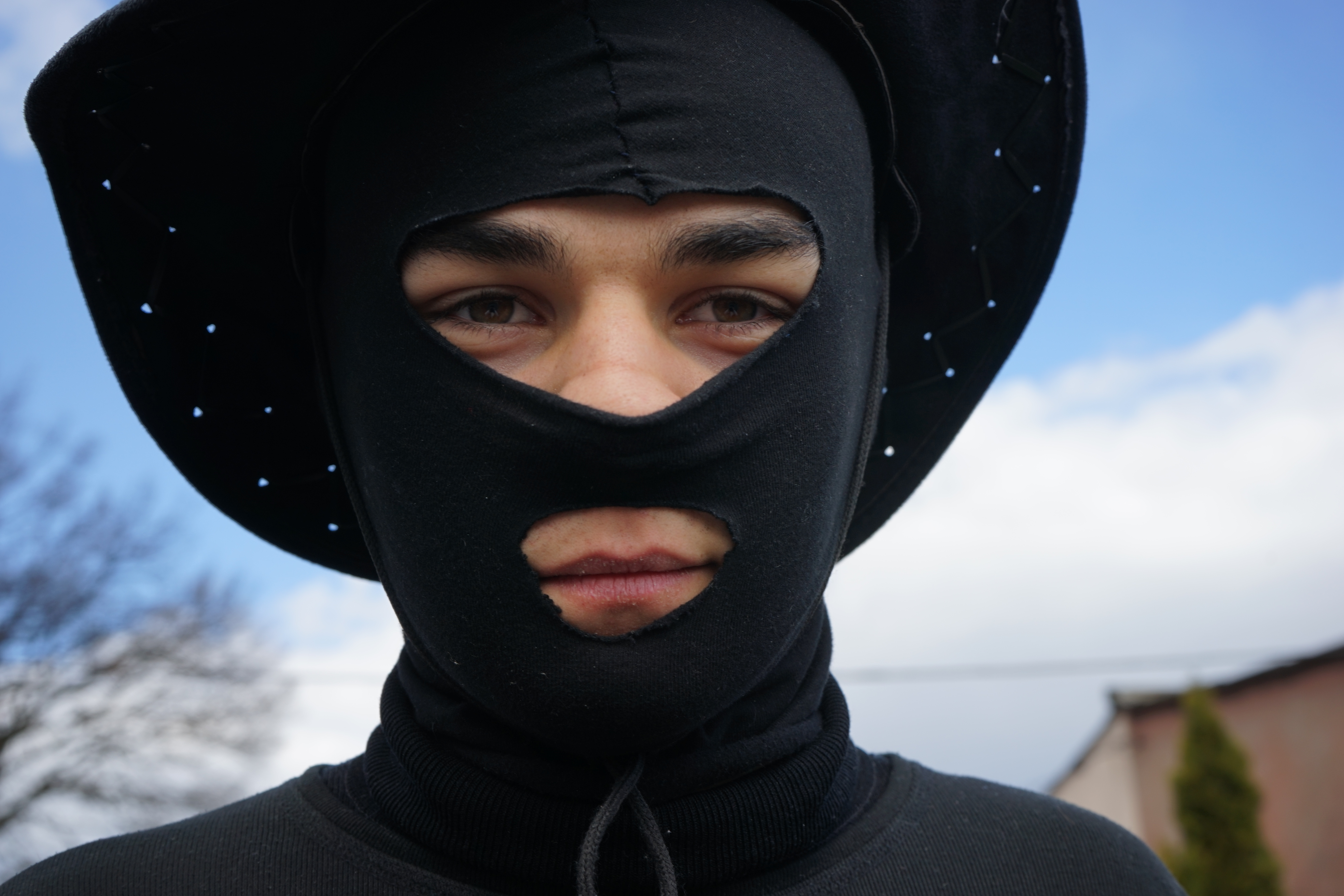
Kominiarz, Siwki, Chobienice 2015

Znanym elementem ludycznym są kominiarze, występujący licznie w corocznym wydarzeniu. Ich funkcją, jest murzenie-brudzenie – niegdyś sadzą, coraz częściej pastą do butów z kremem, bądź dodatkowymi „składnikami x”, których najbardziej obawiają się ludzie brudzeni. Proces ten odbywa się najczęściej przez smarowanie gołą dłonią, lub rękawicą, czarnych plam na twarzy przechodnia, ale może odbywać się również przez podanie ręki, czy niewielką szarpaninę. Od paru lat kominiarze przygotowują również bicze ze sznurków i pasków, by smagać przechodniów, najczęściej po nogach. Postaci te spełniają funkcje ludyczną, nadają żywiołowości, gonią dzieci, które wracają, by obserwować pochód i droczyć się z kominiarzami. Praktyka brudzenia znana jest polskiej etnografii również pod postacią zielonoświątkowych, wielkopolskich „smolarzy”. Jak podaje Stanisław Błaszczyk „Błotem tym obrzucają dzieci, które chodzą za nimi, one zaś z krzykiem uciekają, lecz po chwili znowu wracają do smolarzy”.

### Siwek

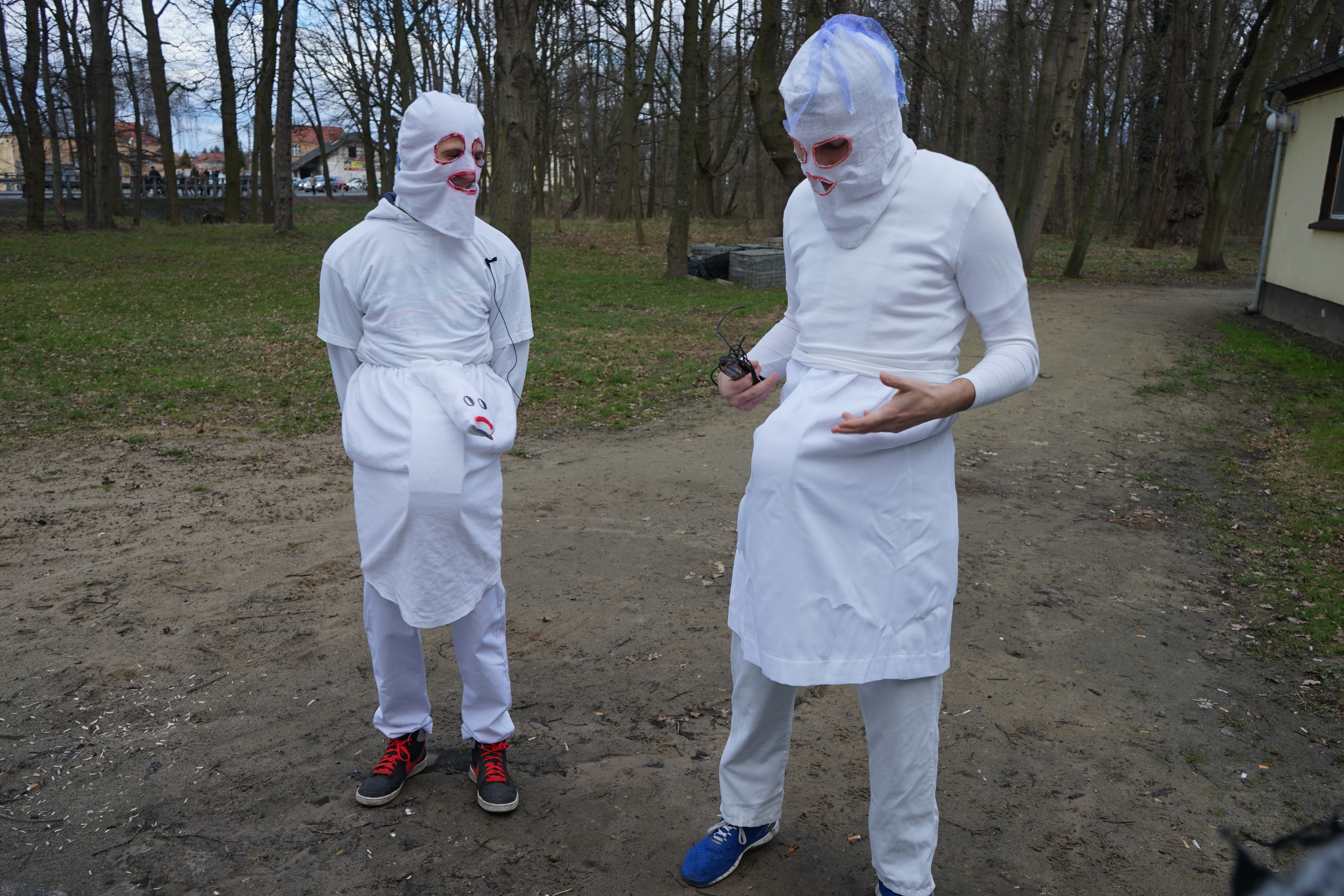
Siwki w Chobienicach, 2015

W Chobienicach co roku siwków jest kilku. Postać ta wyróżnia się białym strojem, często wykonanym z prześcieradła. Ich całe głowy, wraz z szyją, ukryte są pod specjalnie uszytymi maskami w kształcie kominiarki, z charakterystycznymi wycięciami na oczy i usta. Najważniejszym elementem jest symboliczny koń. Występuje on tutaj w formie korpusu lajkonika, zbudowanego z dwóch obręczy plastikowych przymocowanych w okolicy pasa, jednego z przodu, drugiego z tyłu, nakrytego białym materiałem. Dzisiaj obręcze są najczęściej wycinane z plastikowych wiader, niegdyś były one autentycznymi sitami do przesiewu mąki. Nie wszystkie postacie odgrywające rolę siwków, do korpusu konia dowiązują symboliczną głowę wykonaną z białego materiału, jednak występuje ona w części strojów. Znaczącą rolę w przebraniu siwka odgrywa kolorystyka czerwonych akcentów, które pojawiają się w przypadku sznurowadeł, zaznaczeń konturów wycięć maski, zwieńczenia czubka głowy czerwonymi wstążkami, czy symbolicznego oznaczenia głowy i ogona końskiego. Rolą siwków jest gonienie dzieci, oraz smaganie gapiów biczami składającymi się z uchwytu i sznurków. Dawniej zamiast pejczy, smagano gałązkami wierzbowymi, co z pewnością nawiązuje do tradycji dyngusowych chłostań zieloną gałązką. Zjawisko to opisał już Oskar Kolberg: „W drugie i trzecie święto Wielkanocy na (ziemi) chełmińskiej jest dyngus, tj. biją rózgami… Na ziemi michałowskiej i dobrzyńskiej czynią tożsamo, a nadto oblewają się i wodą. Każden wspólny pasterz wiejskiego bydła idzie po chałupach i bije rózgami”.

### Baba i Dziad
Nierozłączną parą jest dziad z babą, którzy wspólnie niosą dużych rozmiarów kosz z dwoma uchwytami. Kosz wykonany jest z wikliny, a jego wnętrze wyściela słoma. Funkcja, jaką spełniają te postacie, to zabawianie gospodarzy śpiewem, tańcem oraz zbieranie upominków od ludzi ich przyjmujących. Niegdyś w koszu lądowały najczęściej jajka i alkohol, współcześnie można zobaczyć tam głównie słodycze, oraz wódkę. Postacie te ubrane są bardzo stereotypowo. Mocny makijaż dziewczyny przebranej za babę wynika z tego, iż niegdyś za babę przebierali się wyłącznie mężczyźni, a makijaż miał prześmiewczo upodobnić ich do płci przeciwnej. Jej strój charakteryzuje kicz, wielość kolorów, fartuch, oraz chusta na głowie. Dziad zakłada jedynie luźne ubranie, oraz kapelusz. Jak podaje autorytet poznańskiej etnologii prof. Andrzej Brencz: „Prawdopodobnie zwyczaj chłostania w święta wielkanocne, jak i wspomniany, powszechny w całej Wielkopolsce zwyczaj smagania rózgami w Wielki Piątek, związane są ze śladami dawnych zrytualizowanych praktyk magicznych, mających przekazać uderzanej osobie siłę witalną zielonej gałęzi”.

### Grajkowie

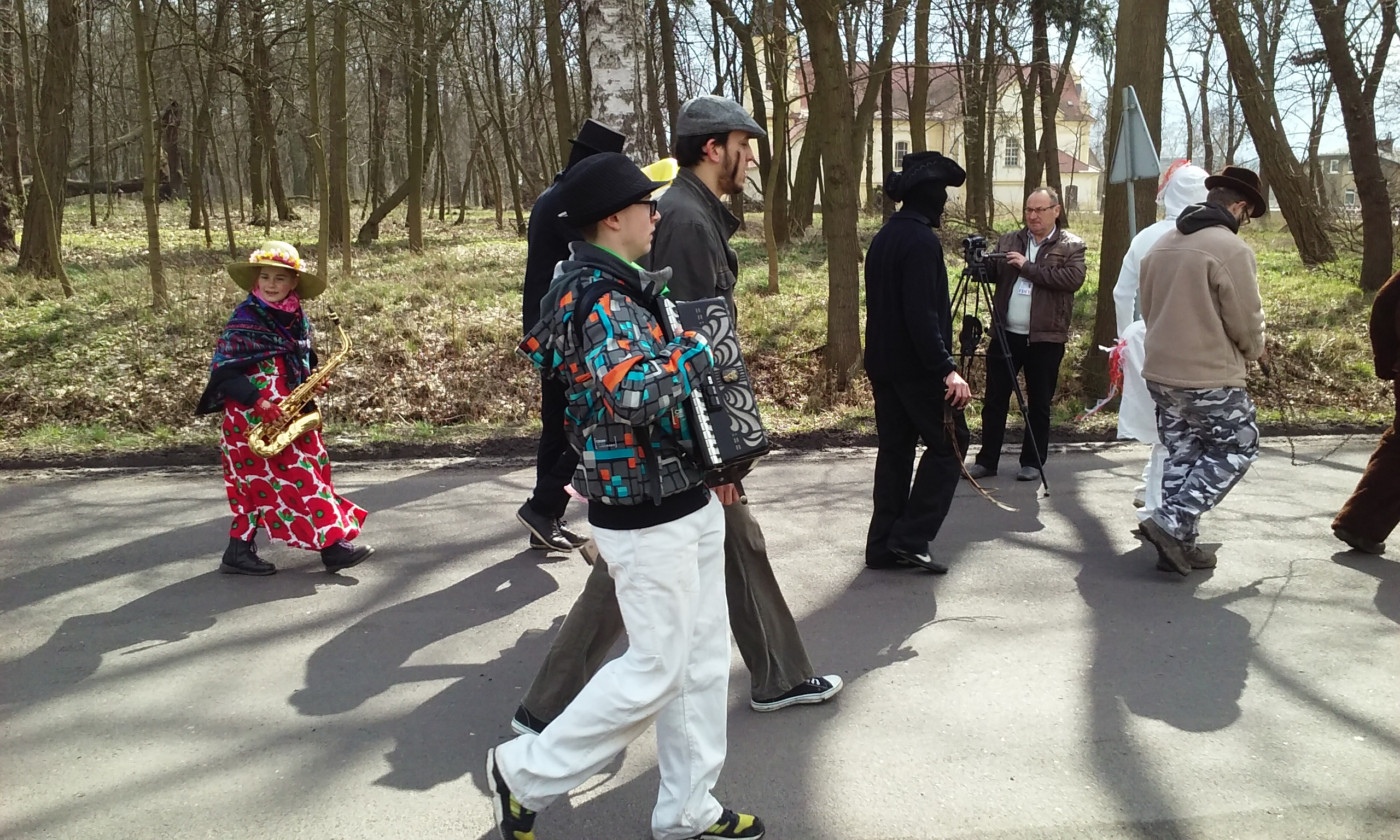
Grajkowie w pochodzie siwków wielkanocnych w Chobienicach

Ostatnim elementem pochodu, jest odnalezienie w społeczności lokalnej, lub sprowadzenie grajków, którzy kolorowo ubrani, przemaszerują całą wielogodzinną trasę przygrywając ludowe, lub po prostu znane melodie. W pochodzie uczestniczył chłopak grający na akordeonie, który jest instrumentem bardzo typowym dla tradycji ludowych oraz dziewczynka grająca na saksofonie, który był nowością dla chobienickiego pochodu w roku 2015. Funkcja muzyki w pochodzie jest wielopoziomowa. Po pierwsze nadaje ona rytm, którym przemierza się drogi i chodniki. Po drugie, jest elementem integrującym uczestników i mieszkańców, znane melodie odwołują się do istoty wspólnotowości. Pełni ona również funkcje rozrywkową dla gospodarzy przyjmujących siwki na swoją posesję, mogą oni do niej zatańczyć lub zaśpiewać.